# Місяць і мідяки
«Мі́сяць і пенс» (англ. The Moon and Sixpence) — роман англійського письменника Вільяма Сомерсета Моема; опублікований 1919 року. Герой роману Чарльз Стрікленд зрікається всього, що має, задля втілення мрії — стати художником. В основу роману лягло життя французького художника Поля Гогена.

## Сюжет
Події роману викладаються від імені молодого письменника, якого доля зводить із Чарльзом Стріклендом на різних етапах життя та становлення останнього як художника.
На початку роману розповідається про геніального художника Чарльза Стрікленда, який, ставши популярним після своєї смерті, породжує статті та нариси про своє життя, у яких зринають скандальні подробиці його особистого життя.
Чарльз Стрікленд несподівано залишає дружину та роботу, переїжджаючи до Парижа й нікому не повідомляючи про причини цього вчинку. Переконана, що причиною такого вчинку чоловіка є інша жінка, місіс Стрікленд відправляє на розмову з ним свого приятеля — молодого письменника, автора. Той несподівано для всіх з'ясовує, що Стікленд оселився в занедбаному готелі сам один та не збирається повертатися до колишнього життя, а присвятить себе малюванню. Його не цікавлять ні жінки, ні слава, ні гроші.
Незабаром автор переїжджає жити до Парижа і доля зводить їх зі Стріклендом знову. Єдиний, хто визнає Стрікленда геніальним художником, є друг автора Дірк Струве. Дізнавшись про тяжку хворобу Стрікленда, Струве оселяє його у себе та виліковує. Натомість Стрікленд зваблює дружину Струве, після чого та кидає чоловіка. Намалювавши портрет оголеної Бланш Струве, Стрікленд втрачає цікавість та йде від неї. Вона накладає на себе руки. Проживши 5 років на одному місці, Стрікленд залишає Париж.
Коли минуло 15 років після змальованих подій у Франції та 6 років по смерті Стрікленда, автор опиняється на Таїті, де художник прожив свої останні роки. Нові знайомі автора оповідають життя Стрікленда на острові та невідомі епізоди французьких блукань. Автор дізнається, що на Таїті Стрікленд одружився з тамілкою, з якою доживав своє життя в хижі у джунглях. Вершиною творчості Стрікленда став розпис стін своєї хижі, які він розмальовував, втративши від захворювання проказою зір. Острівна дружина Стрікленда спалила хижу із шедевром художника після його смерті, як він їй і наказав.

## Головні герої
- Чарльз Стрікленд — англійський банкір, що став художником
- Автор — молодий письменник, знайомий Стрікленда
- Дірк Струве — посередній художник, об'єкт насмішок та кепкувань Стрікленда
- Бланш Струве — дружина Дірка Струве
- Ата — друга дружина Стрікленда

## Видання роману українською
Місяць і мідяки. На жалі бритви, «Дніпро», 1989 р. (Серія «Зарубіжна проза XX століття»)